# 67711 Mitsuotoyokawa
67711 Mitsuotoyokawa è un asteroide della fascia principale. Scoperto nel 2000, presenta un'orbita caratterizzata da un semiasse maggiore pari a 2,277806 UA e da un'eccentricità di 0,055860, inclinata di 5,786669° rispetto all'eclittica. Ha un diametro di 2,267 km e un periodo di rotazione di 63,9935 ore.